# Municipio de Calvillo
El municipio de Calvillo es uno de los 11 municipios del estado mexicano de Aguascalientes. Su cabecera municipal lleva el mismo nombre, Calvillo, y se localiza a 52 kilómetros al poniente de la ciudad de Aguascalientes. Fue parte de la provincia de Nueva Galicia, hoy los estados de Nayarit y Jalisco, en el Reino de Nueva Galicia entre su fundación y 1786, y de la Intendencia de Guadalajara de 1786 a 1821.

## Geografía
Calvillo se encuentra al occidente del estado de Aguascalientes, colinda con los municipios de San José de Gracia, Jesús María y Aguascalientes. Su extensión territorial es de 931.26 km².

### Carreteras principales
- Carretera Federal 70
- Carretera Estatal 7
- Carretera Estatal 17
- Carretera Estatal 38
- Carretera Estatal 41
- Carretera Estatal 48

### Municipios adyacentes
- Municipio de Villanueva, Zacatecas – norte
- Municipio de San José de Gracia – norte
- Municipio de Jesús María – este
- Municipio de Aguascalientes – este
- Municipio de Villa Hidalgo, Jalisco – sur
- Municipio de Huanusco, Zacatecas – oeste
- Municipio de Tabasco, Zacatecas – oeste

### Orografía
El municipio de Calvillo está constituido en su mayor parte por un valle que corre en dirección sudoeste. Está enmarcado por la sierra del Laurel en la parte sur y oriente, formando el límite estatal con el estado de Jalisco, la sierra Fría en la parte norte que lo separa del municipio de San José de Gracia. Y al occidente, donde forma el límite estatal con Zacatecas, con la sierra de Guajolotes o Brava al noreste, principalmente la mesa de Montoro.
Este valle es la mayor depresión en el estado, con alturas de apenas 1,500 metros en la parte que desemboca el valle rumbo a Jalpa (el valle de Aguascalientes está a 1,860 metros).
Las mayores altitudes se encuentran en la Sierra del Laurel, alcanzando picos encima de los 2,500 metros, llegando hasta los 2800 en el Cerro de La Antorcha.

## Demografía
La población del municipio de Calvillo, según el Censo de Población y Vivienda 2020 del INEGI, es de 58,250 habitantes, distribuidas en 152 poblaciones.
La mayor cantidad de habitantes se concentra en su cabecera municipal, aunque Ojocaliente y El Cuervero, cuentan con una población considerablemente grande en comparación a su cabecera municipal.

## Economía
Calvillo es uno de los municipios más prósperos del Estado, cuenta con industrias principalmente en el procesamiento de productos agropecuarios, así como maquiladoras. De gran atractivo es su tradicional Feria de la Guayaba, que se lleva a cabo durante los primeros días del mes de diciembre.

## Escudo
El escudo del Municipio de Calvillo está dividido en cinco partes que contienen lo siguiente. 
La primera, a la izquierda superior en campo de oro, unas manos sosteniendo los frutos que se producen en la región (guayaba, aguacate y limón). 
La segunda, a la derecha superior en campo plata, una imagen de Cristo crucificado con la advocación del Señor de El Salitre que tradicionalmente se venera en este municipio. 
La tercera, a la izquierda inferior en campo azul, la cúpula de la iglesia parroquial y portal, muestra de la arquitectura local que dio origen a la fundación de la ciudad, todo al natural. 
La cuarta, a la derecha inferior en campo oro, en un paisaje natural una presa que representa el desarrollo agropecuario de la región, al fondo la Sierra y Cerro del Laurel. 
Y la quinta, al centro un libro abierto con la abreviatura Art. 115, por el artículo 115 Constitucional, el cual fortaleció la autonomía municipal. 
Lleva, además, como bordura en gules un lema leyenda, empresa o divisa que dice: "TIERRA PRÓDIGA, GENTE LABORIOSA, FRUTO GENEROSO, VALLE DE HUAJÚCAR" y en la cimera un yelmo o casco de caballero en plata sombreado, ensamble o lambrequín simétrico de hojas de acanto al natural combinadas en azur, gules y sinople.

## Localidades
| Código INEGI      | Localidad          | Población (2020) |
| ----------------- | ------------------ | ---------------- |
| 010030001         | Calvillo           | 21 049           |
| 010030055         | Ojocaliente        | 7 318            |
| 010030021         | El Cuervero        | 2 376            |
| 010030036         | La Labor           | 2 051            |
| 010030222         | Valle Huejúcar     | 2 006            |
| 010030043         | Malpaso            | 1 572            |
| 010030060         | La Panadera        | 1 464            |
| 010030084         | San Tadeo          | 1 431            |
| 010030024         | Chiquihuitero      | 1 314            |
| 010030047         | Mesa Grande        | 1 298            |
| 010030110         | Crucero las Pilas  | 1 241            |
| 010030033         | Jaltiche de Arriba | 1 145            |
| Otras localidades | Otras localidades  | 13 985           |
| Total municipal   | Total municipal    | 58 250           |

### Ciudades
- Calvillo (cabecera municipal)

### Villas
| - El Cuervero - El Chiquihuitero - Fraccionamiento Valle de Huajúcar - Jáltiche de Arriba - La Labor | - Malpaso - Mesa Grande - Ojocaliente - La Panadera - San Tadeo - Los Arcos |

### Poblados
| - Colomos - El Crucero de las Pilas - El Salitre - El Terrero de la Labor - Jáltiche de Abajo | - Ojo de Agua - La Rinconada - La Teresa - Presa de los Serna |

### Rancherías
| - Arroyo del Ángel - Arroyo de Ojocalientillo - Bajío de Colomos - Barranca de Portales - Barranca del Roble - Mesa del Roble - Cerro Blanco - Colonia López Mateos - Ejido Calvillo S. Juárez - El Charcote - El Garruño - El Guayabo - El Huarache - El Llano (San Rafael) | - El Maguey - El Ocote - El Papantón - El Puertecito - El Rodeo - El Salitrillo - El Sauz - El Sauz de la Labor - El Taray - El Temazcal - El Tepalcate - El Tepetate de Abajo - El Tepetate de Arriba | - El Tepozán - El Terrero del Refugio - El Terrero de la Labor - Fraccionamiento Solidaridad - Jardines de San Isidro - La Calixtina - La Fragua - La Hiedra - La Media Luna - La Primavera - La Rinconada - Las Ánimas - Las Chaveñas | - Las Paseras - Las Pilas - Las Tinajas - Los Alisos - Los Cerritos - Los Patos - Mesa de los Pozos - Mesa del Roble - Ojo de Agua de Santos - Palo Alto - Paredes - Piedras Chinas - Pozo de los Artistas | - Puerta de Fragua - Río de Gil de Abajo - Río de Gil de Arriba - San Nicolás - Saucillo - Tanque de los Serna - Tepezalilla de Arriba - Tepezalilla de Abajo - Unidad Habitacional Militar - Ventanillas - Zaragoza I |

## Política

### Representación legislativa
Para la elección de Diputados federales y locales, el municipio se encuentra integrado en los siguientes distritos:
Local:
- VIII Distrito Electoral Local de Aguascalientes

Federal:
- I Distrito Electoral Federal de Aguascalientes

### Presidentes municipales
| Presidente municipal | Presidente municipal                | Periodo     | Partido | Elección |
| -------------------- | ----------------------------------- | ----------- | ------- | -------- |
|                      | Pedro Macías                        | 1939 – 1940 | —       | 1938     |
|                      | Ismael Valdivia                     | 1941 – 1942 | —       | 1940     |
|                      | Rafael Calvillo                     | 1943 – 1944 |         | 1942     |
|                      | Alejandro Martínez Valdivia         | 1945 – 1947 |         | 1944     |
|                      | José María Martínez                 | 1948 – 1950 |         | 1947     |
|                      | Donaciano Martínez Ibarra           | 1951 – 1953 |         | 1950     |
|                      | Agustín Díaz Loera                  | 1954 – 1956 |         | 1953     |
|                      | Miguel González Hernández           | 1957 – 1959 |         | 1956     |
|                      | Dionisio Gallegos Esqueda           | 1960 – 1962 |         | 1959     |
|                      | Camilo López Gómez                  | 1963 – 1965 |         | 1962     |
|                      | José Landeros Gutiérrez             | 1966 – 1968 |         | 1965     |
|                      | José María de Jesús Román Rodríguez | 1969 – 1971 |         | 1968     |
|                      | Héctor González Martínez            | 1972 – 1974 |         | 1971     |
|                      | Raúl Martínez Velasco               | 1975 – 1977 |         | 1974     |
|                      | Elías Ramírez Rodríguez             | 1978 – 1980 |         | 1977     |
|                      | Manuel Velasco Gallegos             | 1981 – 1983 |         | 1980     |
|                      | José Guadalupe López Velasco        | 1984 – 1986 |         | 1983     |
|                      | Antonio Alfonso de Lara Silva       | 1987 – 1989 |         | 1986     |
|                      | Salvador Martínez Serna             | 1990 – 1992 |         | 1989     |
|                      | José María Martínez Villalobos      | 1993 – 1995 |         | 1992     |
|                      | José Roque Rodríguez López          | 1996 – 1998 |         | 1995     |
|                      | Francisco Javier Flores Serna       | 1999 – 2001 |         | 1998     |
|                      | José de Jesús Ortiz Macías          | 2002 – 2004 |         | 2001     |
|                      | Humberto Gallegos Escobar           | 2005 – 2007 |         | 2004     |
|                      | Jesús Soto López                    | 2008 – 2010 |         | 2007     |
|                      | Jorge Alberto Martínez Villalobos   | 2011 – 2013 |         | 2010     |
|                      | Javier Luevano Núñez                | 2014 – 2016 |         | 2013     |
|                      | Adán Valdivia López                 | 2017 – 2019 |         | 2016     |
| 2019 – 2021          | Adán Valdivia López                 | 2019        |         |          |
|                      | Daniel Romo Urrutia                 | 2021 – 2024 |         | 2021     |